# Team Polti
El Team Polti fue un equipo ciclista profesional italiano dirigido por Giuanluigi Stanga.
El equipo surgió para la temporada 1983. En 1994 llegó como nuevo patrocinador principal Polti, hasta entonces copatrocinador del Lampre. La última temporada del equipo fue la de 2000.

## Corredor mejor clasificado en las Grandes Vueltas
| Año  | Giro de Italia               | Tour de Francia         | Vuelta a España        |
| ---- | ---------------------------- | ----------------------- | ---------------------- |
| 1983 | 48.º Giacinto Santambrogio   | -                       | -                      |
| 1984 | 14.º Alfredo Chinetti        | -                       | -                      |
| 1985 | 6.º Gianbattista Baronchelli | -                       | 54.º Claudio Corti     |
| 1986 | 3.º Francesco Moser          | -                       | -                      |
| 1987 | 32.º Franco Vona             | 14.º Gerhard Zadrobilek | -                      |
| 1988 | 15.º Franco Vona             | 62.º Gianni Bugno       | -                      |
| 1989 | 17.º Franco Vona             | 11.º Gianni Bugno       | -                      |
| 1990 | 1.º Gianni Bugno             | 7.º Gianni Bugno        | 16.º Tony Rominger     |
| 1991 | 4.º Gianni Bugno             | 2.º Gianni Bugno        | 18.º Marco Giovannetti |
| 1992 | 4.º Marco Giovannetti        | 3.º Gianni Bugno        | 4.º Marco Giovannetti  |
| 1993 | 18.º Gianni Bugno            | 20.º Gianni Bugno       | -                      |
| 1994 | 8.º Gianni Bugno             | 15.º Oscar Pelliccioli  | -                      |
| 1995 | 9.º Georg Totschnig          | 32.º Oscar Pelliccioli  | 6.º Roberto Pistore    |
| 1996 | 6.º Davide Rebellin          | 6.º Luc Leblanc         | 6.º Georg Totschnig    |
| 1997 | 3.º Giuseppe Guerini         | 53.º Giuseppe Guerini   | -                      |
| 1998 | 3.º Giuseppe Guerini         | 10.º Axel Merckx        | 21.º Mirko Gualdi      |
| 1999 | 1.º Ivan Gotti               | 8.º Richard Virenque    | 51.º Stefano Cattai    |
| 2000 | 19.º Ivan Gotti              | 6.º Richard Virenque    | 16.º Richard Virenque  |

## Material ciclista
El equipo utilizó las siguientes marcas de bicicletas a lo largo de su historia:
- Wilier Triestina (1983-1984)
- Allegro (1985)
- Moser (1986-1991)
- Bianchi (1992-1993)
- Fausto Coppi (1994-2000)

## Principales corredores
| - Laurent Fignon (1992-1993) - Djamolidine Abdoujaparov (1994) - Gianni Bugno (1994) - Mirko Celestino (1996-2000) - Mauro Gianetti (1995-1996) - Ivan Gotti (1994 ; 1999) - Giuseppe Guerini (1996-1998) - Fabrizio Guidi (1998-1999) - Pascal Hervé (2000) - Jörg Jaksche (1997-1998) - Luc Leblanc (1995-1998) - Giovanni Lombardi (1995-1996) | - Silvio Martinello (1998-2000) - Eddy Mazzoleni (2000) - Axel Merckx (1997-1998) - Serguei Outschakov (1994-1997) - Oscar Pelliccioli (1994-1995 ; 1999-2000) - Andrea Peron (1994) - Ivan Quaranta (1996-1997) - Davide Rebellin (1996 ; 1998-1999) - Fabio Sacchi (1997-2000) - Georg Totschnig (1994-1996) - Richard Virenque (1999-2000) |

## Principales Victorias
Clásicas
- Tour de Flandes: 1994 (Gianni Bugno)
- Amstel Gold Race: 1995 (Mauro Gianetti)
- Lieja-Bastoña-Lieja: 1995 (Mauro Gianetti)
- Scheldeprijs Vlaanderen: 1995 (Rossano Brasi)
- HEW Cyclassics: 1996 (Rossano Brasi) y 1999 (Mirko Celestino)
- Giro de Lombardía: 1999 (Mirko Celestino)

Carreras por etapas
- Tour de Francia
  - 7 participaciones
  - 5 victorias de etapas : 

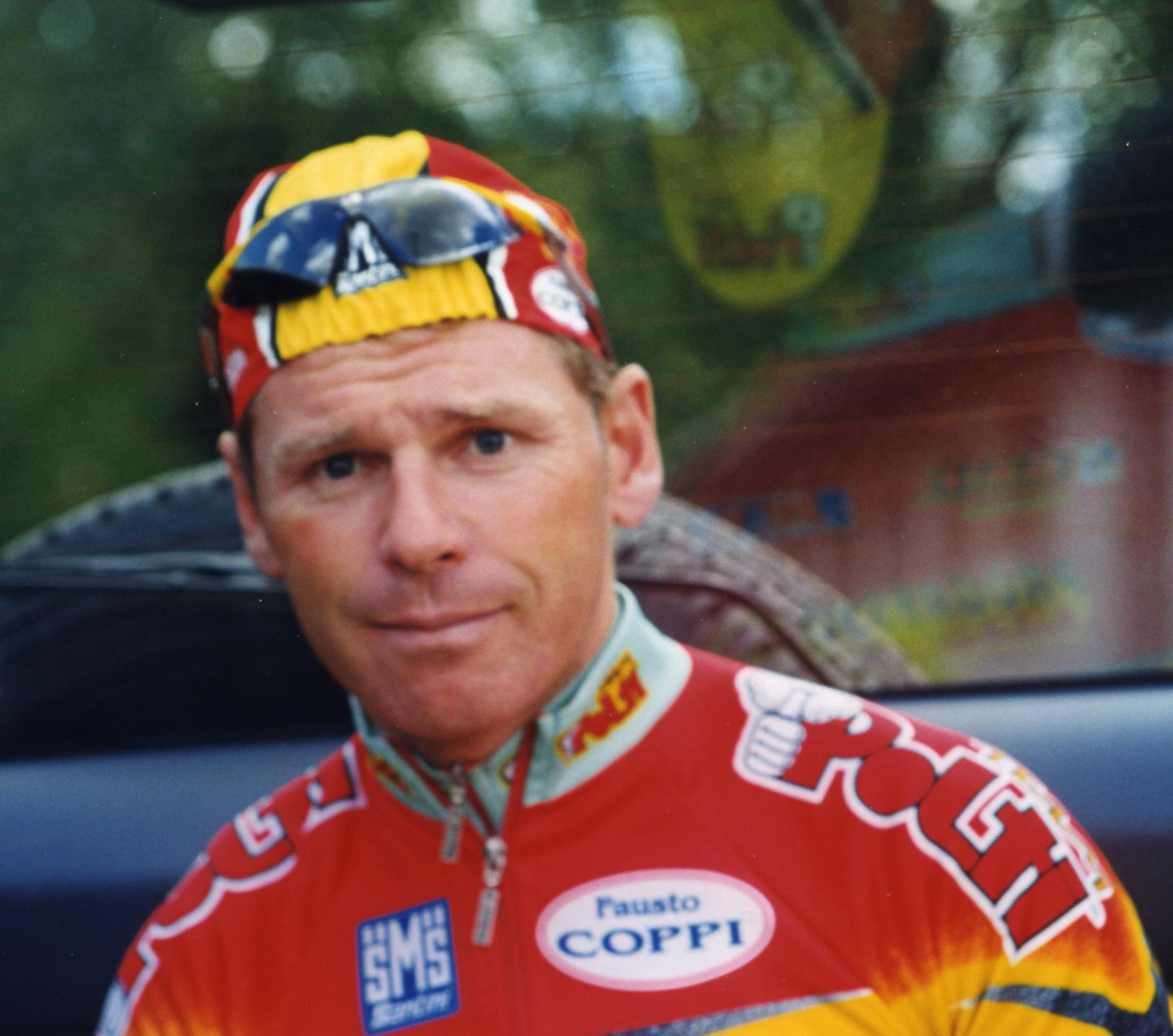
Pascal Hervé con el maillot del equipo en el año 2000.

    - 2 en 1994 : Djamolidine Abdoujaparov (2)
    - 1 en 1995 : Serguei Outschakov
    - 1 en 1996 : Luc Leblanc
    - 1 en 2000 : Richard Virenque

  -  1 victoria en la clasificación de mejor escalador: Richard Virenque (1999)
  -  1 victoria en la clasificación por puntos: Djamolidine Abdoujaparov (1994)
- Giro de Italia
  - 7 participaciones
  -  1 victoria final : Ivan Gotti (1999)
  - 12 victorias de etapa :
    - 2 en 1994 : Djamolidine Abdoujaparov y Gianni Bugno
    - 2 en 1995 : Giovanni Lombardi y Serguei Outschakov
    - 3 en 1996 : Giovanni Lombardi, Serguei Outschakov y Davide Rebellin
    - 1 en 1997 : Mirko Gualdi
    - 1 en 1998 : Giuseppe Guerini
    - 2 en 1999 : Richard Virenque y Fabrizio Guidi
    - 1 en 2000 : Enrico Cassani

  -  1 victoria en la clasificación por puntos: Djamolidine Abdoujaparov (1994)
  -  2 victorias de la clasificación del Intergiro : Djamolidine Abdoujaparov (1994), Fabrizio Guidi (1999)

Campeonatos nacionales
- Campeonato de Austria de Ciclismo Contrarreloj: 1996 (Georg Totschnig)

## Clasificación  UCI
| Año  | Pos. | Mejor clasificación individual |
| ---- | ---- | ------------------------------ |
| 1995 | 8.º  | Mauro Gianetti (21.º)          |
| 1996 | 6.º  | Davide Rebellin (12.º)         |
| 1997 | 20.º | Luc Leblanc (57.º)             |
| 1998 | 5.º  | Davide Rebellin (8.º)          |
| 1999 | 4.º  | Davide Rebellin (5.º)          |
| 2000 | 20.º | Richard Virenque (58.º)        |